# Una grande festa
Una grande festa è un singolo del cantautore italiano Luca Carboni, pubblicato il 27 aprile 2018 come primo estratto dal tredicesimo album in studio Sputnik.

## Descrizione
Luca Carboni attraverso il social network Instagram ha annunciato il 20 aprile 2018 il titolo del singolo, mentre tre giorni dopo la data di uscita.

Gli autori del brano sono lo stesso Carboni (solo per il testo), Federica Camba, Valerio Carboni e Daniele Coro. Riguardo alla composizione, il cantautore ha dichiarato:
Dal punto di vista musicale, la critica musicale ha evidenziato delle influenze italo disco nel brano dovute alla forte presenza dei sintetizzatori.

## Video musicale
Il video è stato diretto da Antonio Usbergo e Niccolò Celaia.
Il 27 aprile 2018 viene reso disponibile sul canale YouTube dell'artista il lyric video del brano, mentre il 7 maggio 2018 il video ufficiale viene presentato sul sito del Corriere della Sera e il giorno seguente anche su YouTube.

## Tracce
Testi e musiche di Luca Carboni, Federica Camba, Valerio Carboni e Daniele Coro.
1. Una grande festa – 3:10

## Successo commerciale
Una grande festa è stato per tre settimane consecutive il brano italiano più trasmesso dalle radio secondo la classifica stilata da EarOne Ha raggiunto anche il primo posto dell'intera classifica dei più trasmessi. Al termine dell'anno il singolo è risultato il secondo più trasmesso in tutto il 2018 nella classifica airplay italiana stilata da EarOne.

## Classifiche
| Classifica (2018) | Posizione massima |
| ----------------- | ----------------- |
| Italia            | 41                |